# Ishania ivieorum
Ishania ivieorum là một loài nhện trong họ Zodariidae.
Loài này thuộc chi Ishania. Ishania ivieorum được Rudy Jocqué & Léon Baert miêu tả năm 2002.